# Loxia scotica
Loxia scotica (tên tiếng Anh: Scottish crossbill, "mỏ chéo Scotland") là một loài chim nhỏ trong họ Sẻ thông (Fringillidae). Loài này sống trong những cánh rừng Caledonia ở Scotland, và là loài động vật có xương sống trên cạn duy nhất đặc hữu Vương quốc Liên hiệp. Nó được xác định là một loài riêng biệt năm 2006, dựa trên tiếng hót đặc trưng.
Tên chi Loxia ghép từ hai từ loxos ("bắt chéo") tiếng Hy Lạp cổ và scotica ("[thuộc] Scotland") tiếng Latinh. Tên tiếng Gael Scotland là cam-ghob, nghĩa là "mỏ cong".